# 솔베이 회의

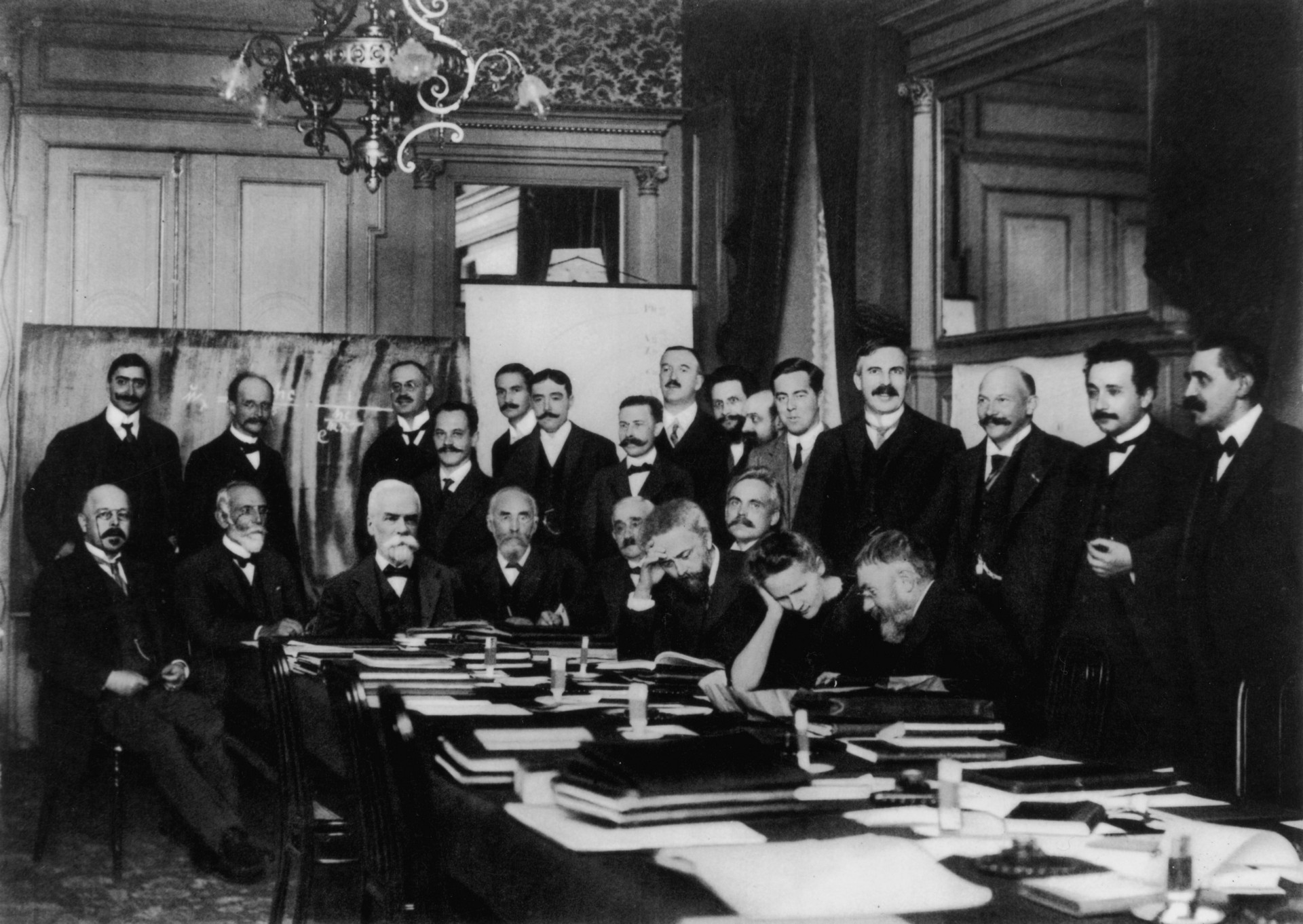
1911년에 열린 첫 번째 솔베이 회의. 브뤼셀의 호텔 메트로폴.
앉아있는사람: 왼쪽부터 네른스트, 브링루앙, 솔베이, 로렌츠, 와부르, 페렝, 빈, 퀴리 부인, 푸앵카레.
서있는 사람: 왼쪽부터 골드슈미트, 플랑크, 하인리히 루벤스, 아르놀트 조머펠트, 프레데릭 린더만, 드브로이, 쿤젠, 하젠욀, 올슈텔레, 헤르첸, 진스, 러더퍼드, 온네스, 아인슈타인, 랑제방.

솔베이 회의(프랑스어: Conseils Solvay)는 1911년부터 3년 주기로 개최되는 회의다. 물리학 분야에서 시작되어 현재까지 이어지고 있다.
이 회의는 벨기에의 기업가인 에르네스트 솔베이가 1912년 벨기에 브뤼셀에서 세운 물리학과 화학을 위한 국제 솔베이 기구(영어: International Solvay Institutes for Physics and Chemistry)라는 물리학 학회에서 시작되었다. 솔베이 회의는 세계 최초의 물리학 학회이며 초청자로만 구성됐는데 이 기구는 학회와 워크숍, 세미나, 콜로키엄을 주관한다.

## 첫 번째 회의
1911년 가을 브뤼셀에서 열린 첫 번째 솔베이 회의는 헨드릭 안톤 로런츠가 의장을 맡았다. 첫 번째 주제는 '방사능과 양자Radiation and the Quanta'였다.
이 회의는 고전 물리학과 양자 역학의 두 가지 문제에 착수한 것처럼 보였다. 알베르트 아인슈타인은 가장 어린 참석자였다. 솔베이 학술회에는 퀴리 부인이나 앙리 푸앵카레와 같은 유명한 회원들이 참석하였다.

## 세 번째 회의
제1차 세계 대전 이후의 첫 번째 솔베이 회의는 독일의 과학자가 참석이 금지되고, 1921년 4월에 개최됐다. 이 조치에 항의하여 알베르트 아인슈타인은 초대를 거절했다.

## 다섯 번째 회의
가장 유명한 솔베이 회의는 1927년 10월 브뤼셀에서 열린 전자와 광자에 대한 다섯 번째 솔베이 국제 회의일 것이다. 세계에서 가장 주목받을만한 이 물리학 토론은 양자 역학에 대한 토대를 명확히 하였으며, 이 토론에서 주축이 된 인물은 아인슈타인과 닐스 보어였다.
아인슈타인은 하이젠베르크의 불확정성 원리에 큰 반대를 하였고, "신은 주사위를 던지지 않는다(God does not play dice)"는 말을 남겼다. 이에 대해 보어는 "아인슈타인, 신에게 명령 하지 말게나(Einstein, stop telling God what to do)"는 말로 답하였다.
다섯 번째 솔베이 회의 참석자 29명 중의 17명은 노벨상을 받았으며, 마리 퀴리는 이들 중 유일하게 두 가지 부문에서 수상하였다. 볼드체는 노벨상 수상자.

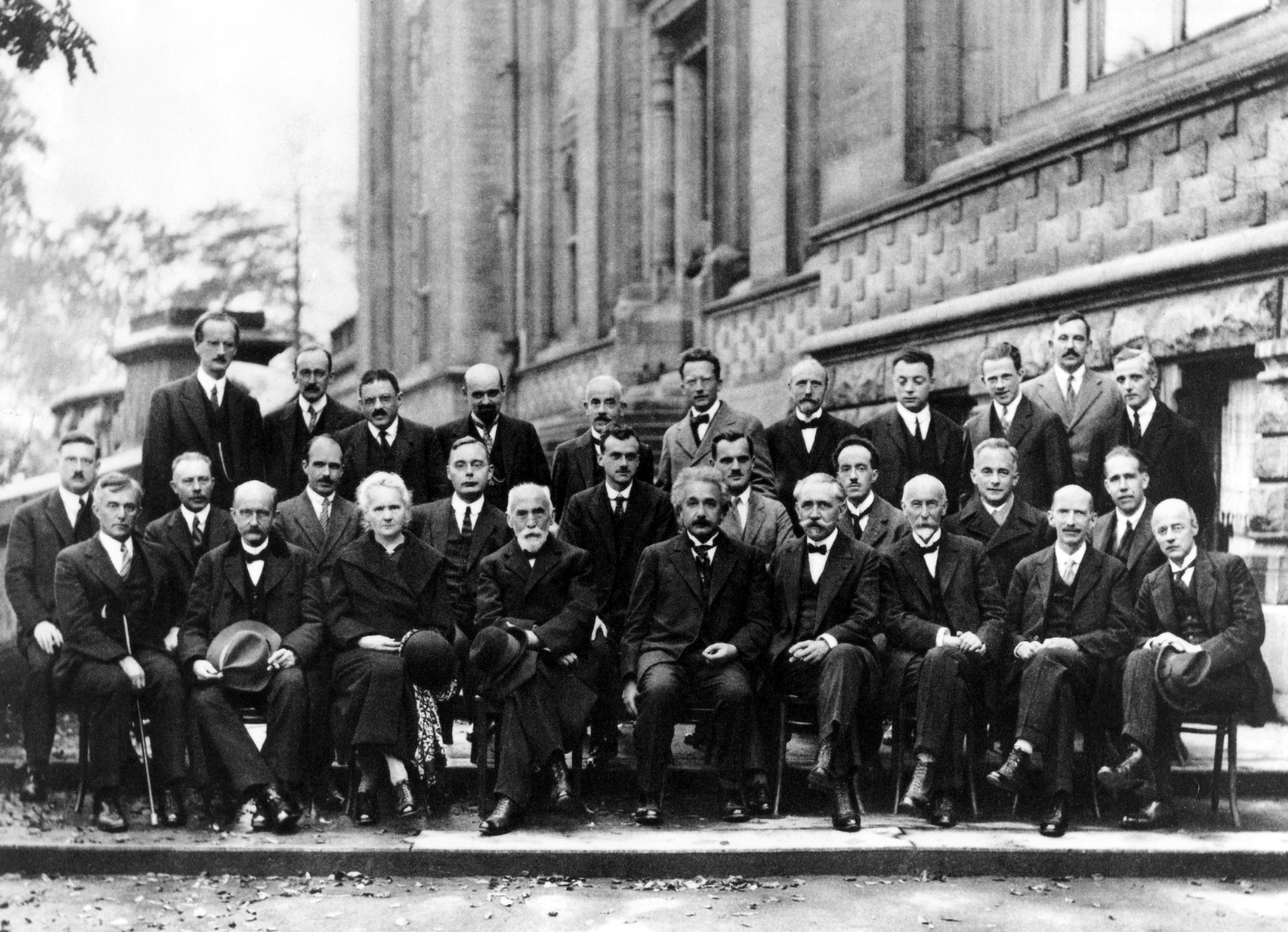

## 솔베이 회의 (물리) 목록
| 회의 | 연도 | 주제                                                       | 해석                                                | 의장                         |
| ---- | ---- | ---------------------------------------------------------- | --------------------------------------------------- | ---------------------------- |
| 1    | 1911 | La théorie du rayonnement et les quanta                    | 방사능과 양자                                       | 헨드릭 로런츠 (라이덴)       |
| 2    | 1913 | La structure de la matière                                 | 물질의 구성                                         | 헨드릭 로런츠 (라이덴)       |
| 3    | 1921 | Atomes et électrons                                        | 원자와 전자                                         | 헨드릭 로런츠 (라이덴)       |
| 4    | 1924 | Conductibilité électrique des métaux et problèmes connexes | 금속의 전기 전도성과 관련된 문제들                  | 헨드릭 로런츠 (라이덴)       |
| 5    | 1927 | Electrons et photons                                       | 전자와 광자                                         | 헨드릭 로런츠 (라이덴)       |
| 6    | 1930 | Le magnétisme                                              | 자성                                                | 폴 랑주뱅 (파리)             |
| 7    | 1933 | Structure et propriétés des noyaux atomiques               | 원자핵의 구성과 물질                                | 폴 랑주뱅 (파리)             |
| 8    | 1948 | Les particules élémentaires                                | 소립자                                              | 로런스 브래그 (캠브리지)     |
| 9    | 1951 | L'état solide                                              | 고체 상태                                           | 로런스 브래그 (캠브리지)     |
| 10   | 1954 | Les électrons dans les métaux                              | 금속의 전자들                                       | 로런스 브래그 (캠브리지)     |
| 11   | 1958 | La structure et l'évolution de l'univers                   | 우주의 구조와 진화                                  | 로런스 브래그 (캠브리지)     |
| 12   | 1961 | La théorie quantique des champs                            | 양자장 이론                                         | 로런스 브래그 (캠브리지)     |
| 13   | 1964 | 은하계의 구성과 진화                                       | 은하계의 구성과 진화                                | 로버트 오펜하이머 (프린스턴) |
| 14   | 1967 | 소립자 물리학의 근본적 문제                                | 소립자 물리학의 근본적 문제                         | 크리스천 뮐러 (코펜하겐)     |
| 15   | 1970 | 원자핵의 대칭성                                            | 원자핵의 대칭성                                     | 에도아르도 아말디 (로마)     |
| 16   | 1973 | 천체물리학과 만유인력                                      | 천체물리학과 만유인력                               | 에도아르도 아말디 (로마)     |
| 17   | 1978 | 평형상태의 순서와 변동 및 비평형 통계 역학                 | 평형상태의 순서와 변동 및 비평형 통계 역학          | 레옹 반 호브 (CERN)          |
| 18   | 1984 | 고에너지물리학                                             | 고에너지물리학                                      | 레옹 반 호브 (CERN)          |
| 19   | 1987 | 표면과학                                                   | 표면과학                                            | F. W. 드 위티 (오스틴)       |
| 20   | 1991 | 양자광학                                                   | 양자광학                                            | 폴 만델 (브뤼셀)             |
| 21   | 1998 | 동적시스템과 비가역성                                      | 동적시스템과 비가역성                               | 이오아니스 안토니오 (브뤼셀) |
| 22   | 2001 | 소통의 물리학                                              | 소통의 물리학                                       | 이오아니스 안토니오 (브뤼셀) |
| 23   | 2005 | 공간과 시간의 양자구조                                     | 공간과 시간의 양자구조                              | 데이비드 그로스 (산타바바라) |
| 24   | 2008 | 고체의 양자론                                              | 고체의 양자론                                       | 버트랜드 하페린 (하버드)     |
| 25   | 2011 | 양자세계의 이론                                            | 양자세계의 이론                                     | 데이비드 그로스 (산타바바라) |
| 26   | 2014 | 천체물리학과 우주론                                        | 천체물리학과 우주론                                 | 로저 블랜드포드 (스탠포드)   |
| 27   | 2017 | 생물의 물리학: 생물학에서의 공간, 시간, 그리고 정보        | 생물의 물리학: 생물학에서의 공간, 시간, 그리고 정보 | 보리스 슈라이만(샌타 배버라) |

## 국제 물리학 솔베이 학회 사진

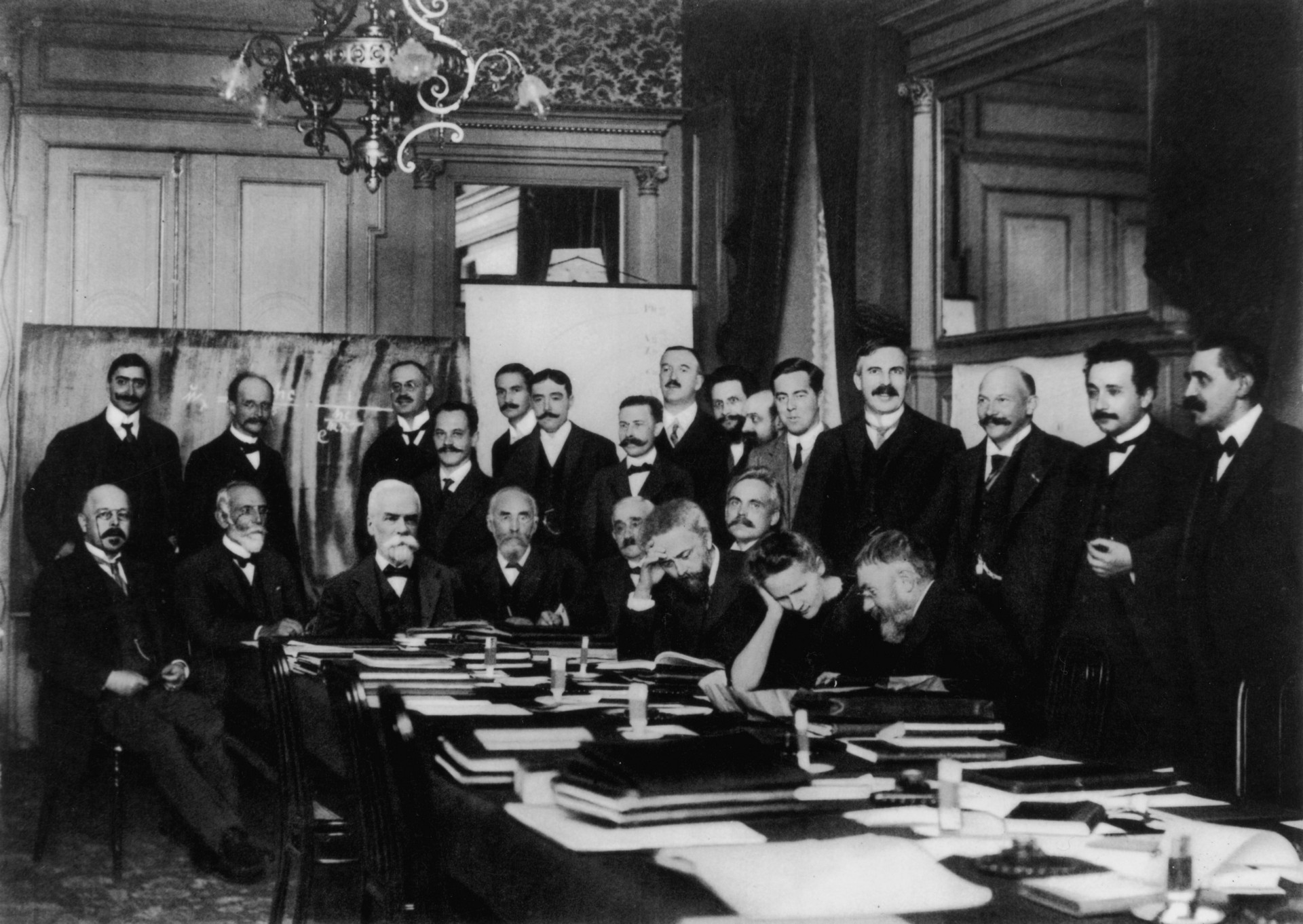
첫 번째 국제 물리학 솔베이 학회, 브뤼셀, 1911.
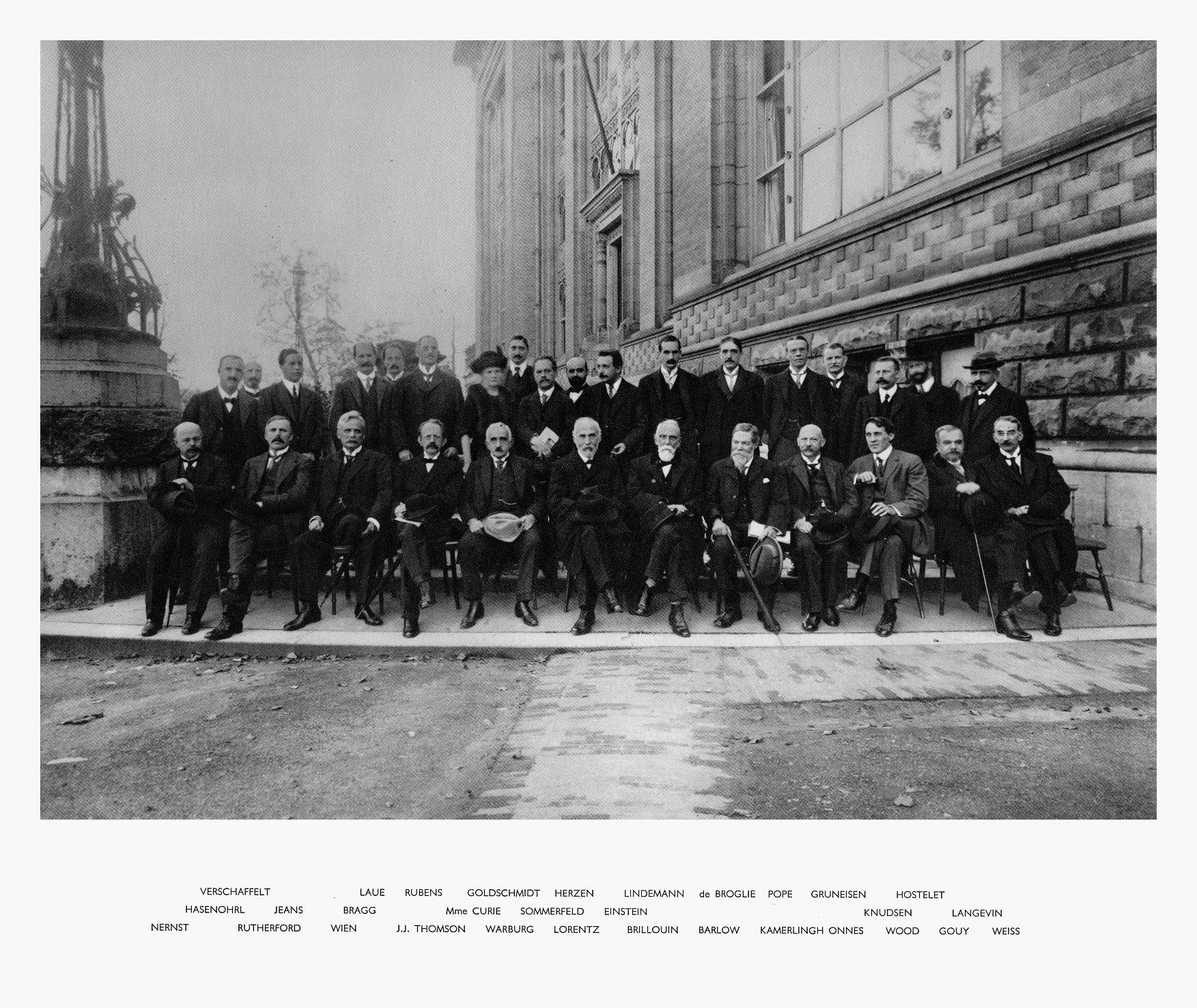
두 번째 국제 물리학 솔베이 학회, 브뤼셀, 1913.
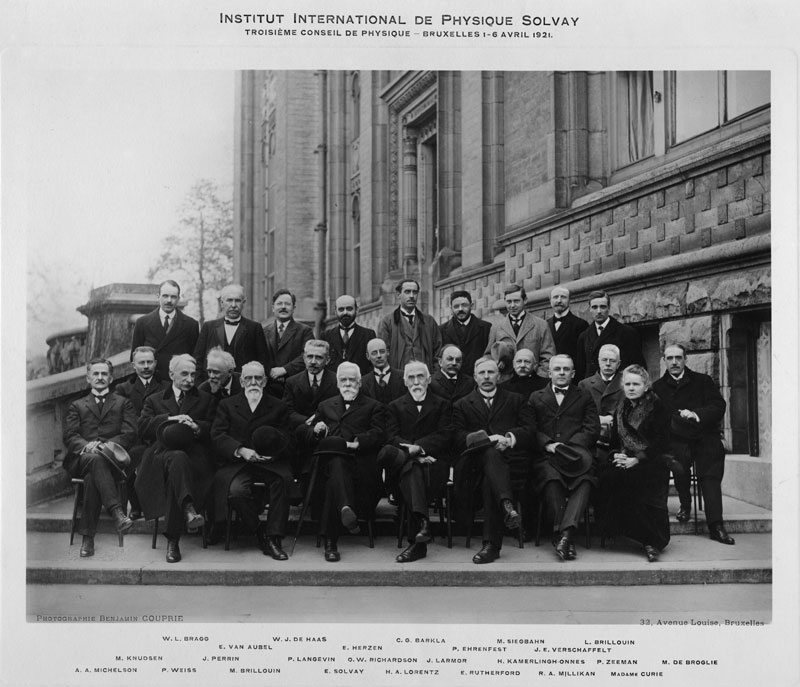
세 번째 국제 물리학 솔베이 학회, 브뤼셀, 1921.
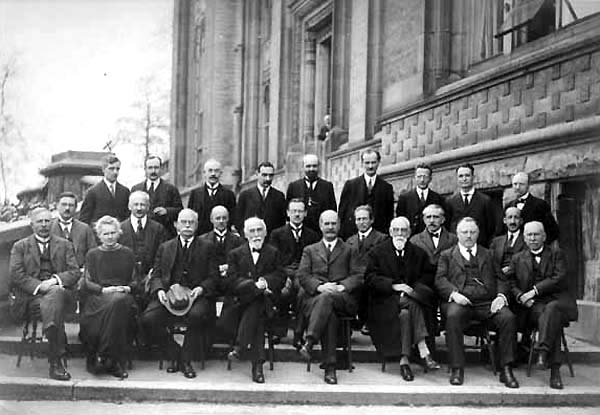
네 번째 국제 물리학 솔베이 학회, 브뤼셀, 1924.
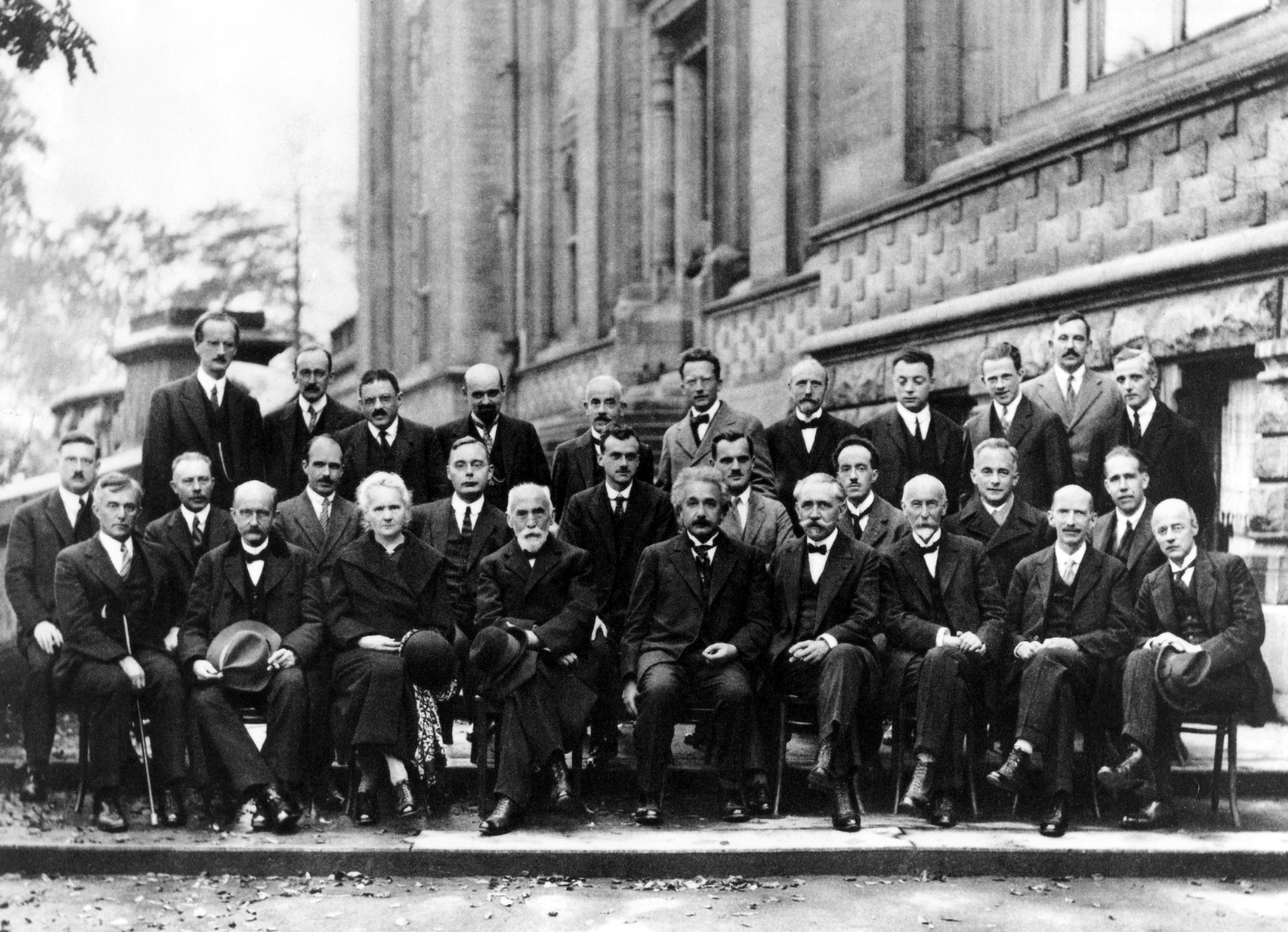
다섯 번째 국제 물리학 솔베이 학회, 브뤼셀, 1927.
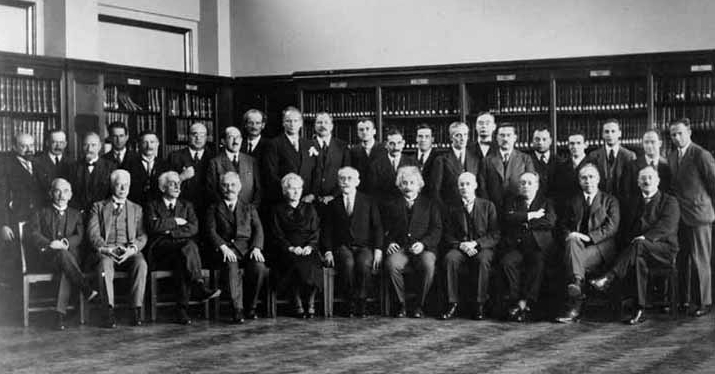
여섯 번째 국제 물리학 솔베이 학회, 브뤼셀, 1930.
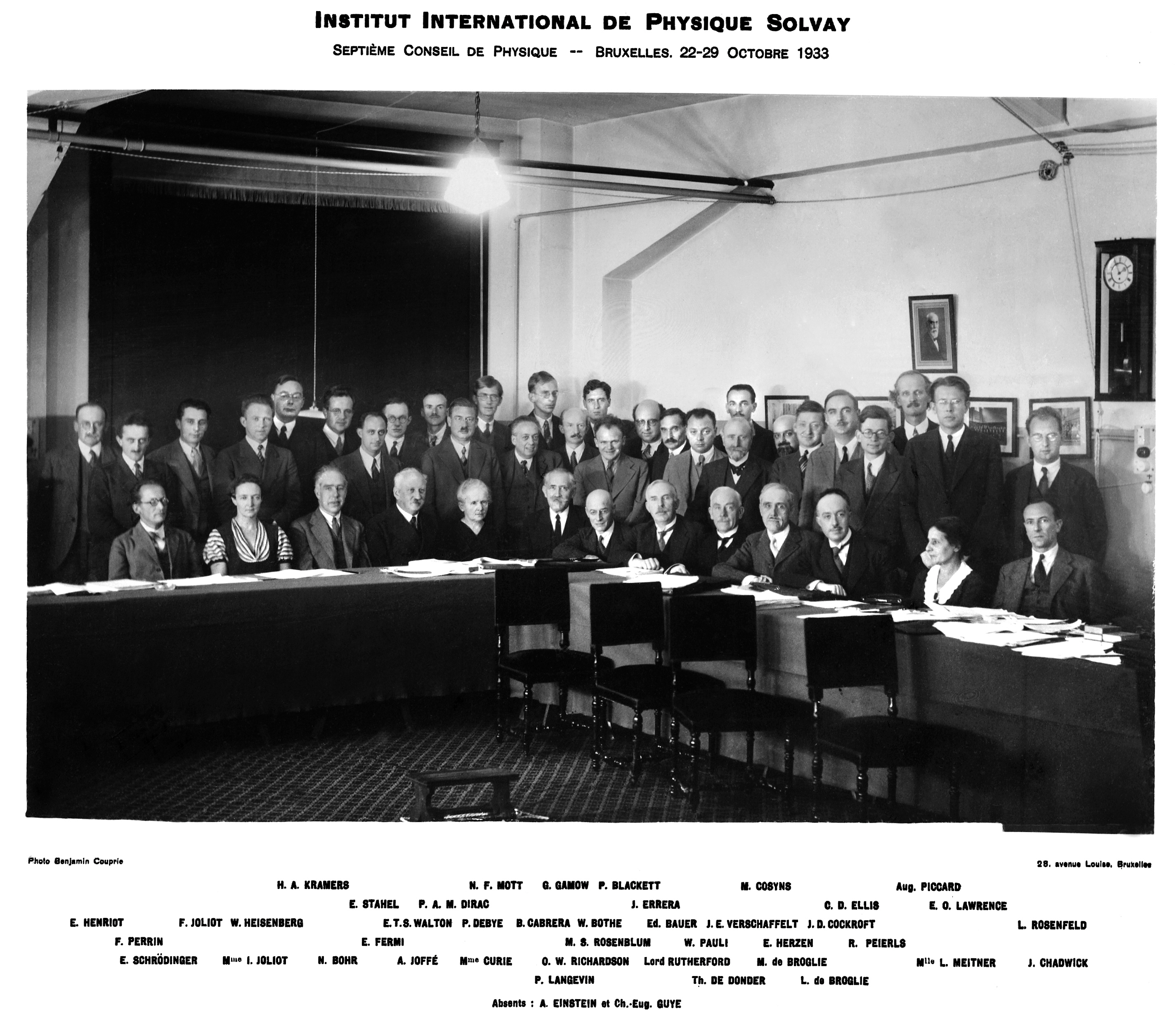
일곱 번째 국제 물리학 솔베이 학회, 브뤼셀, 1933.

## 참고 문헌
- Straumann, N. (2011). “On the first Solvay Congress in 1911”. 《European Physical Journal H》. arXiv:1109.3785. Bibcode:2011EPJH...36..379S. doi:10.1140/epjh/e2011-20043-9.